# Uitru säär

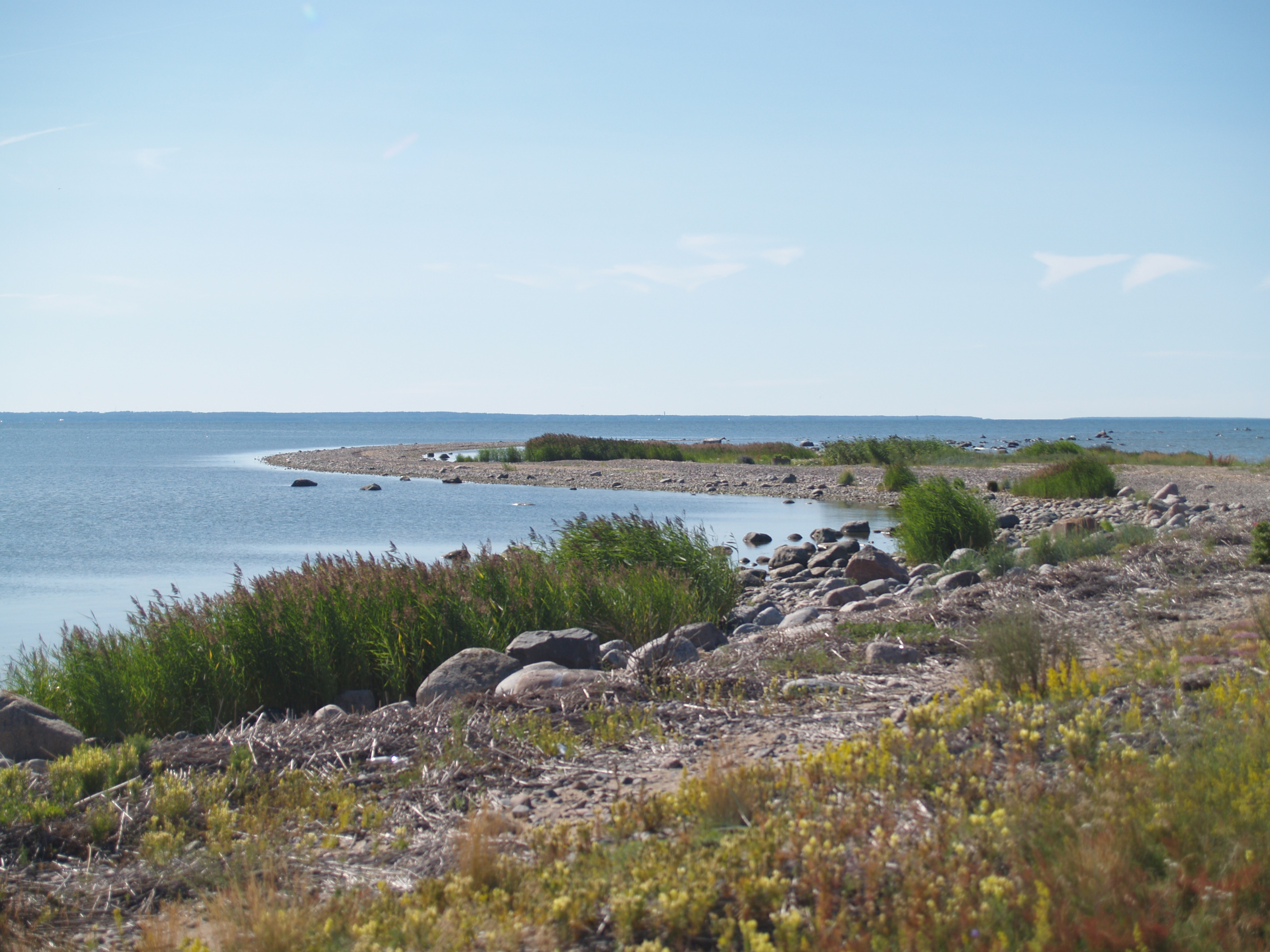
Uitru säär

Uitru säär är en udde på Estlands nordkust ut mot Finska viken. Den ligger i kommunen Jõelähtme vald i Harjumaa, 25 km öster om huvudstaden Tallinn. Uitru säär utgör nordspetsen på udden Ihasalu nina som är den nordligaste delen av halvön Ihasalu poolsaar. Udden skiljer bukterna Ihasalu laht i väster från Kaberneeme laht i öster. Norr om udden ligger öarna Vrangö (estniska: Prangli), Lilla Vrangö (Aksi) och Ramö (Rammu). 
Terrängen inåt land är platt. Runt Uitru säär är det ganska glesbefolkat, med 23 invånare per kvadratkilometer. Närmaste större samhälle är Maardu, 9,6 km sydväst om Uitru säär. 

### Fotnoter
1. ↑  Uitru Säär hos Geonames.org (cc-by); post uppdaterad 1995-04-25; databasdump nerladdad 2015-09-05
2. ↑  Ihasalu Nina hos Geonames.org (cc-by); post uppdaterad 2013-06-12; databasdump nerladdad 2015-09-05
3. ↑  ”Viewfinder Panoramas Digital elevation Model”. http://www.viewfinderpanoramas.org/dem3.html. Läst 21 juni 2015.
4. ↑  ”NASA Earth Observations: Population Density”. NASA/SEDAC. Arkiverad från originalet den 9 februari 2016. https://web.archive.org/web/20160209064446/http://neo.sci.gsfc.nasa.gov/view.php?datasetId=SEDAC_POP. Läst 30 januari 2016.